# Jean-Baptiste Desmarets
Jean-Baptiste François Desmarets, marchese di Maillebois (Parigi, 1682 – Parigi, 7 febbraio 1762), fu maresciallo di Francia dal 1741.

## Biografia
Figlio di Nicolas Desmarets, controllore generale delle Finanze del Regno di Francia, maître des requêtes, poi intendente delle Finanze (1674 – 1683). Era pronipote di Jean-Baptiste Colbert.
Egli apprese l'arte della guerra servendo sotto il maresciallo de Villars. Si distinse nell'assedio di Lilla del 1708, nel corso della guerra di successione spagnola, e comandò una divisione in Italia nel 1733 durante la Guerra di successione polacca.
Nel 1739 sottomise la Corsica in meno di tre settimane, ricevendo in compenso il bastone di maresciallo di Francia nel 1741.
Inviato nuovamente in Italia nel 1745 per sostenere militarmente l'Infante don Filippo nella guerra di successione austriaca, sconfisse le truppe sarde guidate da Carlo Emanuele III di Savoia a Bassignana il 27 settembre. Il 16 giugno dell'anno successivo tuttavia fu sconfitto dalle truppe austro-sarde guidate da Giuseppe Venceslao di Liechtenstein a Piacenza.
Accanto a lui si distinse il figlio Yves-Marie de Maillebois (1715 – 1791).
Nel 1748 fu nominato governatore dell'Alsazia.